# Campionati europei di atletica leggera 1946 - 400 metri ostacoli
I 400 metri ostacoli maschili ai campionati europei di atletica leggera 1946 si sono svolti dal 22 al 24 agosto 1946.

## Partecipanti
Secondo un conteggio non ufficiale, hanno partecipato alla competizione 10 atleti provenienti da 7 nazioni.
- Cecoslovacchia (1)
- Danimarca (1)
- Finlandia (1)
- Francia (2)
- Svezia (2)
- Svizzera (2)
- Gran Bretagna (1)

## Podio
| Oro     | Bertel Storskrubb Finlandia |
| Argento | Sixten Larsson Svezia       |
| Bronzo  | Rune Larsson Svezia         |

### Semifinali
Passano alla finale i primi tre atleti di ogni batteria (Q).

#### Semifinale 1
| Posizione | Nome              | Nazionalità    | Tempo | Note |
| --------- | ----------------- | -------------- | ----- | ---- |
| 1         | Yves Cros         | Francia        | 54"7  | Q    |
| 2         | Rune Larsson      | Svezia         | 55"8  | Q    |
| 3         | Werner Christen   | Svizzera       | 57"7  | Q    |
| 4         | Vlastimil Holeček | Cecoslovacchia | 58"4  |      |
| 5         | Ole Dorph-Jensen  | Danimarca      | 62"7  |      |

#### Semifinale 2
| Posizione | Nome              | Nazionalità   | Tempo | Note |
| --------- | ----------------- | ------------- | ----- | ---- |
| 1         | Bertel Storskrubb | Finlandia     | 54"7  | Q    |
| 2         | Sixten Larsson    | Svezia        | 55"8  | Q    |
| 3         | Ronald Ede        | Gran Bretagna | 57"7  | Q    |
| 4         | Jacques Maloubier | Francia       | 58"4  |      |
| 5         | Werner Rugel      | Svizzera      | 62"7  |      |

### Finale
| Pos.    | Nome              | Nazionalità   | Tempo | Note                                     |
| ------- | ----------------- | ------------- | ----- | ---------------------------------------- |
| Oro     | Bertel Storskrubb | Finlandia     | 52"2  | Record dei campionati · Record nazionale |
| Argento | Sixten Larsson    | Svezia        | 52"4  | Record nazionale                         |
| Bronzo  | Rune Larsson      | Svezia        | 52"5  |                                          |
| 4       | Yves Cros         | Francia       | 52"6  | Record nazionale                         |
| 5       | Werner Christen   | Svizzera      | 55"4  |                                          |
| 6       | Ronald Ede        | Gran Bretagna | 56"5  |                                          |